# Robert Mersey
Robert D. "Bob" Mersey, född 7 april 1917 i New York, död 14 december 1994 i Baltimore var en amerikansk kompositör, dirigent, arrangör och musikproducent.
Mersey var anställd som kompositör och arrangör av TV-bolaget CBS och av skivbolaget Columbia. Han komponerade och dirigerade bland annat musiken till filmen Terror in the City med Lee Grant (1964) och till Doris Days TV-show (1968–1969). På skiva var han arrangör för bland annat Frankie Avalon och producerade storsäljande album för Barbra Streisand och Andy Williams.